# Nokia E65
Nokia E65 je manažerský telefon výsuvné konstrukce. Telefon podporuje EDGE, UMTS i Wi-Fi. Nechybí slot pro paměťové karty microSD a dvoumegapixelový fotoaparát. Telefon pracuje s operačním systémem Symbian S60.

## Hlavní vlastnosti
| Vlastnosti              | Specifikace                                                                                            |
| ----------------------- | --- |
| Tvar                    | Slider                                                                                                 |
| Platforma               | Series 60(S60) 3rd Edition                                                                             |
| Operační Systém         | Symbian OS 9.1                                                                                         |
| GSM frekvence           | 850/900/1800/1900 MHz                                                                                  |
| GPRS                    | Ano |
| EDGE                    | Ano |
| WCDMA                   | Ano |
| Hlavní displej          | 2.2 palcový QVGA, TFT, 16 mil. barev, 240x320 pixelů                                                   |
| Fotoaparát              | 2 megapixely, čtyřnásobný digitální zoom, samospoušť, noční režim, dodatečná úprava obrázků v telefonu |
| Nahrávání videa         | Ano (Formát: MP4. Maximální rozlišení: 352x288 pixelů 15fps.)                                          |
| Webový prohlížeč        | Ano. Plná verze prohlížeče Web browser                                                                 |
| Multimediální zprávy    | Ano |
| Video hovory            | Ano |
| Push to talk            | Ano |
| Podpora Javy            | Ano |
| Dostupná vnitřní paměť  | 50 MB                                                                                                  |
| Externí Paměť           | Ne |
| Slot na paměťové karty  | Ano, microSD (vyjímatelné za běhu)                                                                     |
| Hudební přehrávač       | MP3/AAC/eAAC/eAAC+/WMA                                                                                 |
| Bluetooth               | 2.0 + EDR (A2DP)                                                                                       |
| Infračervený port       | Ano |
| Podpora datového kabelu | Ano |
| E-mail klient           | Ano |
| Baterie                 | Li-Pol 1000 mAh                                                                                        |
| Váha                    | 115 gramů                                                                                              |
| Rozměry                 | 105 × 49 × 16 mm                                                                                       |
| Další                   | nastavitelný aktivní pohotovostní režim                                                                |
|                         | Stereo reproduktory                                                                                    |
|                         | Stereo sluchátka                                                                                       |
|                         | Procesor: Dual CPU 220MHz                                                                              |
|                         | RAM: 64MB                                                                                              |
| Barevná provedení       | - Mocca Silver - Red Silver                                                                            |